# Алхасов, Магомед Магомедович
Магомед Алхасович Алхасов (8 апреля 1973, с. Гента, Советский район, Дагестанская АССР, РСФСР, СССР) — российский и дагестанский политик. Глава Ленинского района Махачкалы (2017—н.в.).

## Биография
Родился 8 апреля 1973 года в селе селе Гента, Советского района. В 2001 году поступил, а в 2006 году окончил Дагестанский государственный университет, со специальности юриспруденция. 16 апреля 2015 работая заместителем министра природных ресурсов и экологии Республика Дагестан, был задержан по подозрению в нападении на лидера регионального отделения партии «Справедливая Россия» Гаджимурада Омарова, которое произошло 21 февраля 2015 года, однако свою вину не признал. 7 декабря 2017 года был назначен и. о. главы Ленинского района Махачкалы. 7 февраля 2017 года советом депутатов внутригородского района «Ленинский район» г. Махачкалы единогласным решением избрал Магомеда Алхасова на должность главы администрации. 8 февраля 2023 года на внеочередном заседании собрания депутатов внутригородского района переизбран главой Ленинского района. 

## Трудовая деятельность
- 01.11.2000 – 20.11.2006 – Заместитель директора исполнительный директор Ассоциации «Дагрыба» г. Махачкалы;
- 01.08.2007 – 17.10.2007 – Начальник отдела информации и мониторинга окружающей среды Министерства природных ресурсов и охрана окружающей среды Республики Дагестан;
- 18.10.2007 – 23.11.2007 – Главный экономист отдела кредитования и инвестиций Дагестанского регионального филиала ОАО «Россельхозбанк» г. Махачкалы;
- 26.11.2007 – 20.06.2008  – Заместитель начальника Кавминводного территориального отдела территориального отдела Управления по технологическому экологическому надзору Ростехнадзора по Ставропольскому краю;
- 20.06.2008 – 23.11.2012 – Главный экономист, советник директора начальник отдела по работе с активами, заместитель директора Дагестанского регионального филиала ОАО «Российский сельскохозяйственный банк»;
- 01.03.2013 – 16.10.2013 – Заместитель министра природных ресурсов и экологии Республика Дагестан;
- 14.11.2013 – 06.09.2014 – Советник Председателя Правительства Республики Дагестан;
- 06.09.2014 – 04.12.2015 – Заместитель министра природных ресурсов и экологии Республика Дагестан;
- 07.12.2016 – 07.02.2017 —  и. о. Главы Ленинского района г. Махачкалы;
- 07.02.2017 — н.в. — Глава Ленинского района г. Махачкалы;

## Личная жизнь
Отец: Алхасов Магомед Алхасович — заслуженный учитель России, учитель гентинской СОШ.